# Platea latifolia
Platea latifolia är en järneksväxtart som beskrevs av Carl Ludwig von Blume. Platea latifolia ingår i släktet Platea och familjen Stemonuraceae. Inga underarter finns listade i Catalogue of Life.